# Queerplatonikus kapcsolat
A queerplatonikus kapcsolatok (vagy queerplátói kapcsolatok, vagy queerplatonikus partnerségek) elkötelezett intim kapcsolatok, amelyek nem romantikus jellegűek. A szokásos közeli barátságoktól abban különbözhetnek, hogy a hagyományos romantikus kapcsolatokhoz hasonlóan kifejezettebb elkötelezettséggel, érvényesítéssel, státusszal, szerkezettel és normákkal rendelkeznek. Az LMBT közösségben az aromantikus és aszexuális közösség fogalmazta meg először. A romantikus kapcsolatokhoz hasonlóan a queerplatonikus kapcsolatokról néha azt mondják, hogy mélyebb érzelmi kapcsolatokat foglalnak magukban, mint a tipikus barátság.

## Meghatározás
Chasin DeLuzio megemlítette az Asexual Visibility and Education Network (Aszexuális Láthatósági és Oktatási Hálózat) queerplatonikus kapcsolatok meghatározását, mint "nem romantikus, partneri státuszú kapcsolatokat", amikor az aszexuális közösség tagjai által létrehozott új terminológiáról beszéltek, amely megpróbálja megnevezni a korábban megfogalmazhatatlan kapcsolatokat és tapasztalokat. Chasin azóta egy árnyaltabb queerplatonikus definíciót kínált: „olyan kapcsolatok, amelyek nem romantikus kapcsolatok, de amelyeket a „barátság” sem ír le teljesen vagy helyesen (még akkor sem, ha az érintettek valóban barátok). A queerplátói kapcsolat egy metakategóriai gyüjtőfogalom a nem romantikus, nem normatív kapcsolatok sokféleségére. Ez összhangban van a kifejezés történetéről és jelentéséről szóló, részletesebb ace & aro közösség beszámolóival. Julie Sondra Decker azt írja, hogy egy queerplatonikus kapcsolat gyakran „megkülönböztethetetlennek tűnik a romantikától, ha [egy külső szemlélő látja]”, de nem szabad „romantikus státuszt adni neki, ha a résztvevők azt mondják, hogy nem romantikus”. Azt is megjegyzi, hogy a megfigyelők félreérthetik tipikus szoros barátságként olyan körülmények között, ahol a nyíltan romantikus gesztusok társadalmilag elvártak. Decker számára a queerplatonikus vonzalom lényege a normatív kategóriákhoz viszonyított kétértelmű pozíciója: azt írja, hogy a queerplátói kapcsolat „platonikus kapcsolat, de valamilyen módon „ queerizált ” – nem barátok, nem romantikus partnerek, hanem valami más".
Egyes definíciók kevésbé hangsúlyozzák a queerplátói kapcsolatok partner-státusz struktúráját, és jobban összpontosítanak arra az elképzelésre, hogy egy erősebb érzelmi kapcsolatot jelent, mint a szokásos barátság. Például a College of William &amp; Mary neologizmus szótára a queerplatonikus kapcsolatokat egy "rendkívül szoros" kapcsolatként határozza meg, amely "túlmutat a barátságon" anélkül, hogy romantikus lenne, és Stephanie Goerlich szexterapeuta a Psychology Today (pszichológia ma) című könyvében hasonlóan jellemzi a queerplatonikus kapcsolatokat, mint "a barátságnál mélyebb elkötelezettséget, de gyakran nem romantikus természetű [kapcsolatokat]".
Az aszexuális és aromantikus online terekben a queerplatonikus partnereket néha „cukkininek” becézik. A PinkNews nevű LMBT hírportál ezt egy "viccként" írja le, "amely a romantikus vagy szexuális párkapcsolaton kívüli értelmes kapcsolatok leírására szolgáló terminológia hiányára utal". A plátói fellángolást "squish"-nek nevezik, és ez a kifejezés a queerplátói kapcsolatokra is alkalmazható.

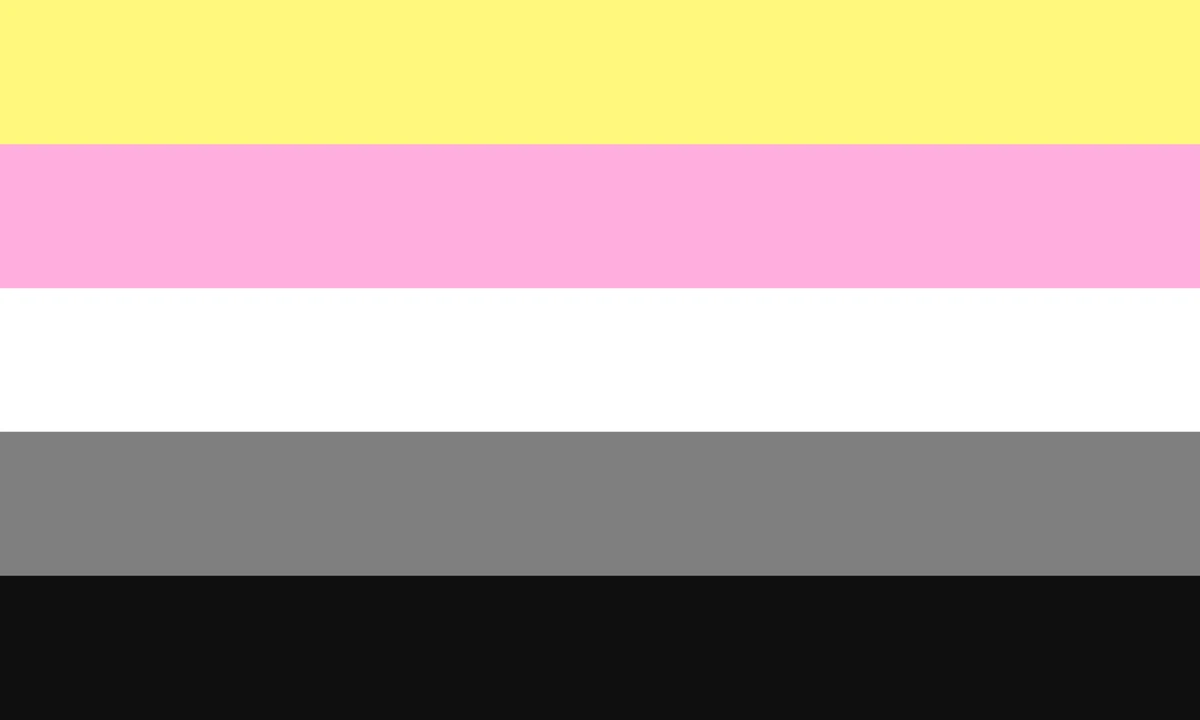
queerplatonikus zászló

## Fordítás
Ez a szócikk részben vagy egészben  a   Queerplatonic relationship című angol Wikipédia-szócikk ezen változatának fordításán alapul.  Az eredeti cikk szerkesztőit annak laptörténete sorolja fel. Ez a jelzés csupán a megfogalmazás eredetét és a szerzői jogokat jelzi, nem szolgál a cikkben szereplő információk forrásmegjelöléseként.